# Alessandra Moretti
Alessandra Moretti (ur. 24 czerwca 1973 w Vicenzy) – włoska polityk, działaczka samorządowa, z wykształcenia prawniczka, posłanka do Izby Deputowanych, deputowana do Parlamentu Europejskiego VIII, IX i X kadencji.

## Życiorys
Ukończyła studia prawnicze w Urbino, specjalizując się w kryminologii. Praktykowała w zawodzie prawnika, w latach 2002–2008 prowadziła w Vicenzy wykłady z zakresu prawa pracy i praw kobiet. W 2008 została wybrana do rady miejskiej, objęła stanowisko zastępczyni burmistrza Vicenzy i asesora ds. edukacji. W 2009 dołączyła do władz krajowych Partii Demokratycznej. Była jednym z rzeczników ubiegającego się o przywództwo w tym ugrupowaniu Piera Luigiego Bersaniego. W wyborach w 2013 uzyskała mandat posłanki do Izby Deputowanych XVII kadencji.
W 2014 z ramienia PD została wybrana na eurodeputowaną. Złożyła mandat w lutym 2015 w związku z zaangażowaniem się w kampanię wyborczą jako kandydatka PD na prezydenta Wenecji Euganejskiej, nie została jednak wybrana na ten urząd (weszła natomiast w składy rady regionalnej). W 2019 i 2024 ponownie uzyskiwała mandat posłanki do Europarlamentu.